# Taiwani
Taiwani là một chi bướm đêm thuộc họ Erebidae.

## Các loài
- Taiwani yoshimotoi Fibiger, 2008
- Taiwani imperator Fibiger, 2008
- Taiwani albipuncta (Wileman, 1915)
- Taiwani bialbipuncta Fibiger, 2008